# Rafael Sabatini

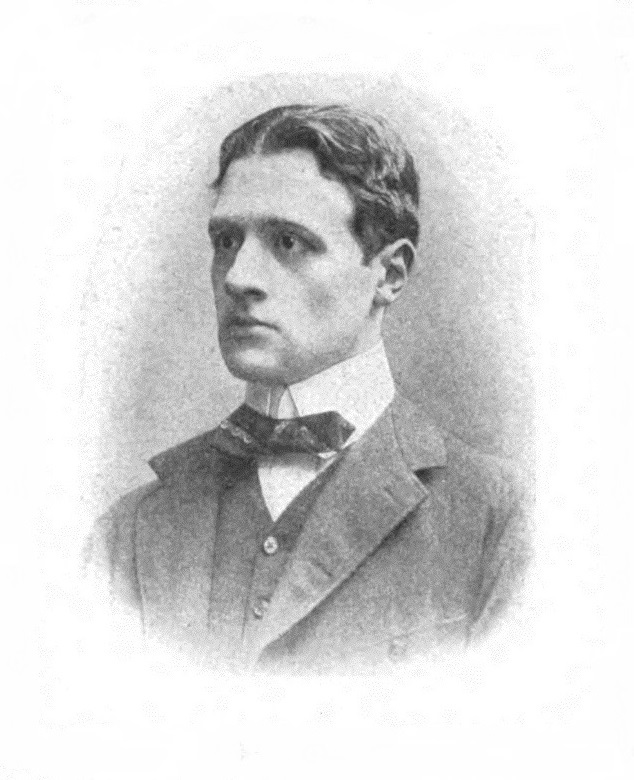
Rafael Sabatini

Rafael Sabatini (ur. 29 kwietnia 1875 we Włoszech, zm. 13 lutego 1950 w Szwajcarii) – włosko-brytyjski pisarz, autor powieści marynistycznych i przygodowo-historycznych. 
Ojciec jego był Włochem, matka Angielką. Studia ukończył w Szwajcarii, po czym rodzice wysłali go do Anglii, gdzie miał się poświęcić karierze handlowej. Zamiast tego postanowił pisać. Swoją działalność literacką rozpoczął w pierwszych latach XX wieku, lecz dłuższy czas jego książki nie cieszyły się popularnością. Dopiero po napisaniu Scaramouche (1921) stał się sławny.  Ma dorobku około czterdziestu powieści. Do najbardziej znanych, obok Scaramuche'a, należą Sokół morski (1915) i Kapitan Blood (1922), powieść o przygodach nieustraszonego korsarza na morzach południowych, wielokrotnie filmowana, m.in. w 1935 roku, gdzie główną rolę zagrał Errol Flynn.

## Publikacje
- Czarny Łabędź
- Hrabia Sforza
- Kapitan Blood: Powieść o korsarzach siedemnastego wieku
- Kondotier rewolucji
- Miłość w zbroi
- Piraci, skarby, korsarze
- Scaramouche
- Sokół morski
- Stal o stal
- Szczęśliwa gwiazda kapitana Blooda
- Twórca królów
- Zdeptane lilje